# Afropisaura ducis
Afropisaura ducis är en spindelart som först beskrevs av Embrik Strand 1913.  Afropisaura ducis ingår i släktet Afropisaura och familjen vårdnätsspindlar. Inga underarter finns listade i Catalogue of Life.